# Сент Франсис (Висконсин)
Сент Франсис (енгл. St. Francis) град је у америчкој савезној држави Висконсин.

## Демографија
По попису из 2010. године број становника је 9.365, што је 703 (8,1%) становника више него 2000. године.
| Група             | 2000.         | 2010.         |
| Белци             | 7.914 (91,4%) | 7.825 (83,6%) |
| Афроамериканци    | 84 (1,0%)     | 253 (2,7%)    |
| Азијати           | 91 (1,1%)     | 200 (2,1%)    |
| Хиспаноамериканци | 392 (4,5%)    | 884 (9,4%)    |
| Укупно            | 8.662         | 9.365         |